# Urduliz
Urduliz és un municipi de la província de Biscaia, País Basc, pertanyent a la comarca d'Uribe. Es troba la vall de la ria de Butrón, al seu marge esquerre. Estructuralment la zona s'inscriu dintre del denominat "Sinclinori de Biscaia", l'adreça de la qual oest-est, pot ser apreciada per algunes de les alineacions muntanyenques que travessen aquest municipi. Així, l'adreça de les forests que separen aquesta vall de la vall d'Asua-Txorrieri, és una d'elles. Aquí destaquen els cims de Munarrikolanda (255 m), i Penyes (198 m). Més al nord s'estén una zona recorreguda per la ria de Butrón, al que van a parar els rierols Tarigua i Kukatxe.

## Història
Elizate de la merindat d'Uribe. Es regia per un fidel amb vot i seient cinquanta en les Juntes Generals de Biscaia. Va ser senyoriu dels Echevarría de Butrón, que van construir la torre de Barria i l'església parroquial de Santa Marina de la qual van anar patrons. Santa Marina va ser reedificada en 1770. Estava servida per tres beneficiats presentats pel marquès de Valmediano, patró realengo qui corresponien la meitat dels delmes. La resta pertanyia al senyor de la casa solar d'Echeverría, patró divisser. L'ermita de Santa Marina està situada en les penyes del mateix nom, on van existir vuit molins. Des d'allí s'albira el litoral biscaí des de la Punta d'Estel fins al cap Villano. En el seu fèrtil vega es collia blat, blat de moro, mongetes i raïm per a l'elaboració de txacolí. En les zones altes proliferava el roure, l'alzina i l'arboç. A fins del segle xix es va construir el castell de Butrón amb material extret de les pedreres d'Urduliz.